# Йовліс Бонне Родрігес
Йовліс Бонне Родрігес (ісп. Yowlys Bonne Rodríguez; нар. 2 листопада 1983, місто Гуантанамо, провінція Гуантанамо) — кубинський борець вільного стилю, чемпіон та дворазовий бронзовий призер чемпіонатів світу, дворазовий переможець, срібний та бронзовий призер Панамериканських чемпіонатів, чемпіон та бронзовий призер Панамериканських ігор, учасник двох Олімпійських ігор.

## Біографія
Боротьбою займається з 1993 року. На Панамериканському чемпіонаті 2002 року серед юніорів став чемпіоном у змаганнях як з вільної, так і з греко-римської боротьби.

## Спортивні результати на міжнародних змаганнях

### Виступи на Олімпіадах
| Змагання                    | Збірна | Вагова категорія          | Місце |
| --------------------------- | ------ | ------------------------- | ----- |
| Літні Олімпійські ігри 2012 | Куба   | вільна боротьба, до 60 кг | 14    |
| Літні Олімпійські ігри 2016 | Куба   | вільна боротьба, до 57 кг | 5     |

### Виступи на Чемпіонатах світу
| Змагання                        | Збірна | Вагова категорія          | Місце  |
| ------------------------------- | ------ | ------------------------- | ------ |
| Чемпіонат світу з боротьби 2014 | Куба   | вільна боротьба, до 61 кг | Бронза |
| Чемпіонат світу з боротьби 2015 | Куба   | вільна боротьба, до 57 кг | 16     |
| Чемпіонат світу з боротьби 2017 | Куба   | вільна боротьба, до 61 кг | Бронза |
| Чемпіонат світу з боротьби 2018 | Куба   | вільна боротьба, до 61 кг | Золото |
| Чемпіонат світу з боротьби 2019 | Куба   | вільна боротьба, до 61 кг | 23     |

### Виступи на Панамериканських чемпіонах
| Змагання                                   | Збірна | Вагова категорія          | Місце  |
| ------------------------------------------ | ------ | ------------------------- | ------ |
| Панамериканський чемпіонат з боротьби 2005 | Куба   | вільна боротьба, до 60 кг | Золото |
| Панамериканський чемпіонат з боротьби 2012 | Куба   | вільна боротьба, до 60 кг | Золото |
| Панамериканський чемпіонат з боротьби 2016 | Куба   | вільна боротьба, до 65 кг | Бронза |
| Панамериканський чемпіонат з боротьби 2019 | Куба   | вільна боротьба, до 61 кг | Срібло |

### Виступи на Панамериканських іграх
| Змагання                  | Збірна | Вагова категорія          | Місце  |
| ------------------------- | ------ | ------------------------- | ------ |
| Панамериканські ігри 2011 | Куба   | вільна боротьба, до 60 кг | Бронза |
| Панамериканські ігри 2015 | Куба   | вільна боротьба, до 57 кг | Золото |

### Виступи на Кубках світу
| Змагання                    | Збірна | Вагова категорія          | Місце |
| --------------------------- | ------ | ------------------------- | ----- |
| Кубок світу з боротьби 2015 | Куба   | вільна боротьба, до 57 кг | 7     |
| Кубок світу з боротьби 2018 | Куба   | команда                   | 4     |
| Кубок світу з боротьби 2019 | Куба   | команда                   | 5     |

### Виступи на інших змаганнях
| Змагання                                                               | Збірна | Вагова категорія          | Місце  |
| ---------------------------------------------------------------------- | ------ | ------------------------- | ------ |
| Cerro Pelado International 2012                                        | Куба   | вільна боротьба, до 60 кг | Золото |
| Олімпійський кваліфікаційний турнір з боротьби 2012 (Кіссіммі-Орландо) | Куба   | вільна боротьба, до 60 кг | Золото |
| Кубок Канади з боротьби 2012                                           | Куба   | вільна боротьба, до 60 кг | Срібло |
| Cerro Pelado International 2013                                        | Куба   | вільна боротьба, до 60 кг | Бронза |
| Кубок Гранми з боротьби 2014                                           | Куба   | вільна боротьба, до 61 кг | Золото |
| Кубок Гранми з боротьби 2015                                           | Куба   | вільна боротьба, до 61 кг | 4      |
| Beat the Streets 2015                                                  | Куба   | вільна боротьба, до 57 кг | Золото |
| Олімпійський кваліфікаційний турнір з боротьби 2016 (Фріско)           | Куба   | вільна боротьба, до 57 кг | Золото |
| Cerro Pelado International 2016                                        | Куба   | вільна боротьба, до 65 кг | Бронза |
| Кубок Канади з боротьби 2016                                           | Куба   | вільна боротьба, до 61 кг | Золото |
| Гран-прі Іспанії з боротьби 2016                                       | Куба   | вільна боротьба, до 65 кг | Бронза |
| Золотий Гран-прі з боротьби 2016                                       | Куба   | вільна боротьба, до 61 кг | Срібло |
| Cerro Pelado International 2017                                        | Куба   | вільна боротьба, до 61 кг | Золото |
| Гран-прі «Іван Яригін» 2018                                            | Куба   | вільна боротьба, до 65 кг | 9      |
| Cerro Pelado International 2018                                        | Куба   | вільна боротьба, до 61 кг | Золото |
| Cerro Pelado International 2019                                        | Куба   | вільна боротьба, до 61 кг | 4      |
| Турнір Алі Алієва 2019                                                 | Куба   | вільна боротьба, до 61 кг | Бронза |

### Виступи на змаганнях молодших вікових груп
| Змагання                                                 | Збірна | Вагова категорія                 | Місце  |
| -------------------------------------------------------- | ------ | -------------------------------- | ------ |
| Панамериканський чемпіонат з боротьби серед юніорів 2002 | Куба   | вільна боротьба, до 58 кг        | Золото |
| Панамериканський чемпіонат з боротьби серед юніорів 2002 | Куба   | греко-римська боротьба, до 58 кг | Золото |
| Чемпіонат світу з боротьби серед юніорів 2003            | Куба   | вільна боротьба, до 60 кг        | 15     |